# Sismo em Java Ocidental de 2022
O sismo em Java Ocidental de 2022 foi um sismo de magnitude 5,6 que atingiu a cidade de Cianjur, na província de Java Ocidental, na Indonésia, em 21 de novembro de 2022, às 13h21 no horário local. Pelo menos 334 pessoas morreram, 7 729 ficaram feridas e 8 ainda estão desaparecidas. Pelo menos 62 628 casas foram danificadas em Cianjur. O sismo também foi fortemente sentido em Jacarta, capital do país. É o sismo mais mortal a atingir a Indonésia desde o sismo de Celebes em 2018.

## Configuração tectônica

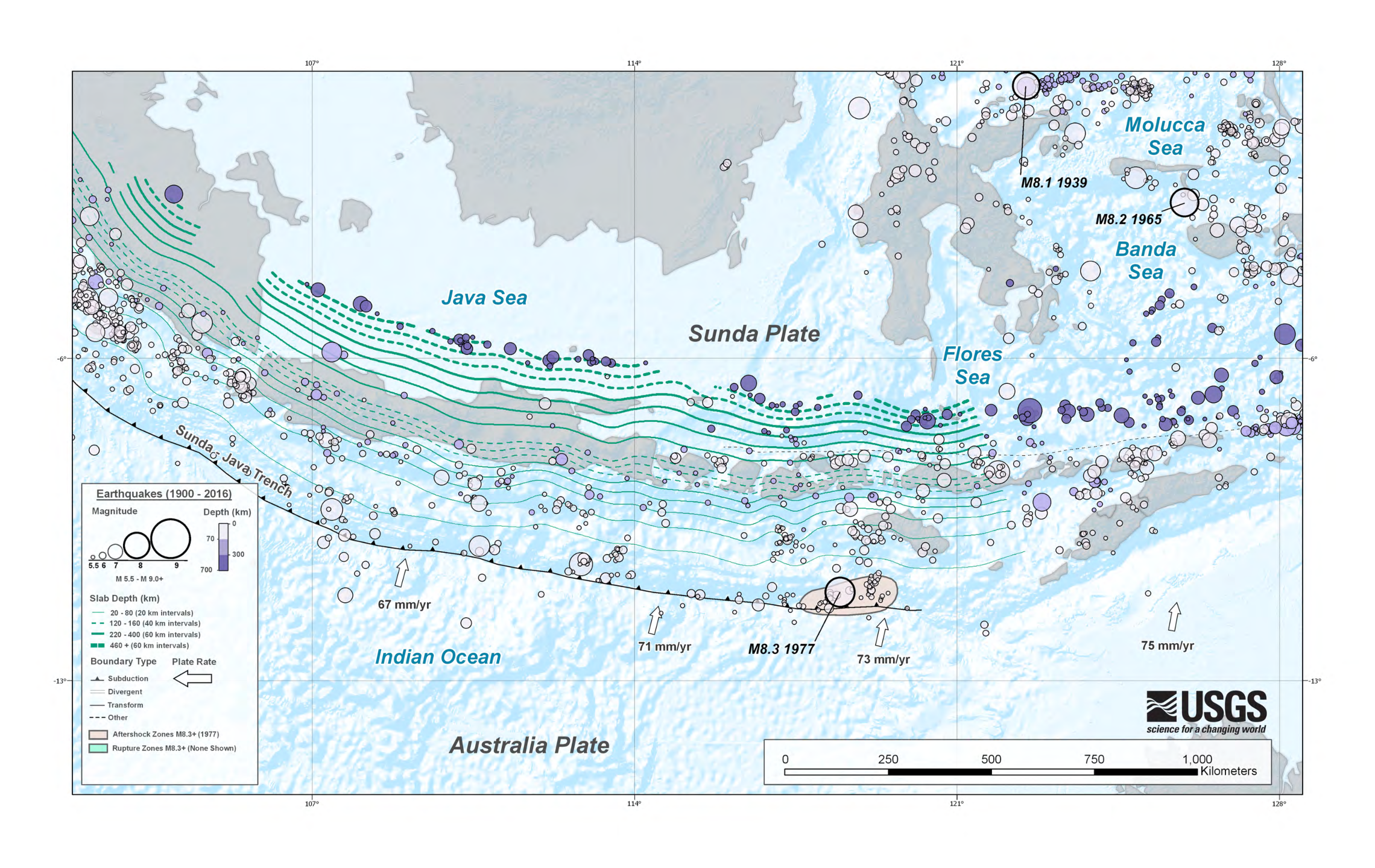
Configuração tectônica de Java

Java fica perto de um limite convergente ativo que separa a Placa de Sonda ao norte e a Placa Australiana ao sul. No limite, marcado pela Fossa de Java, a Placa Australiana que se move para o norte subduz sob a Placa de Sonda. A zona de subducção é capaz de gerar sismos de até magnitude 8,7, enquanto a Placa Australiana também pode hospedar sismos mais profundos na litosfera descendente (sismos intraplacas) abaixo da costa de Java. A zona de subducção produziu dois sismos e tsunamis destrutivos em 2006 e 1994. Um sismo intraplaca em 2009 também causou destruições severas.
Comparado com a convergência altamente oblíqua através do limite da placa em Sumatra, perto de Java, é quase ortogonal. No entanto, ainda há um pequeno componente de deslize lateral esquerdo que é acomodado dentro da Placa de Sonda superior. A Falha de Cimandiri é uma das estruturas consideradas responsáveis. Investigações de campo, combinadas com análises morfométricas, mostram que a zona da Falha de Cimandiri é uma zona relativamente ampla de falhamento e dobramento, com seis segmentos identificados. As partes mais antigas da zona de falha mostram evidências de deslizamento lateral esquerdo dominante, enquanto as partes mais novas mostram principalmente deslizamento oblíquo, com uma mistura de falha reversa e deslizamento lateral esquerdo.

## Sismo

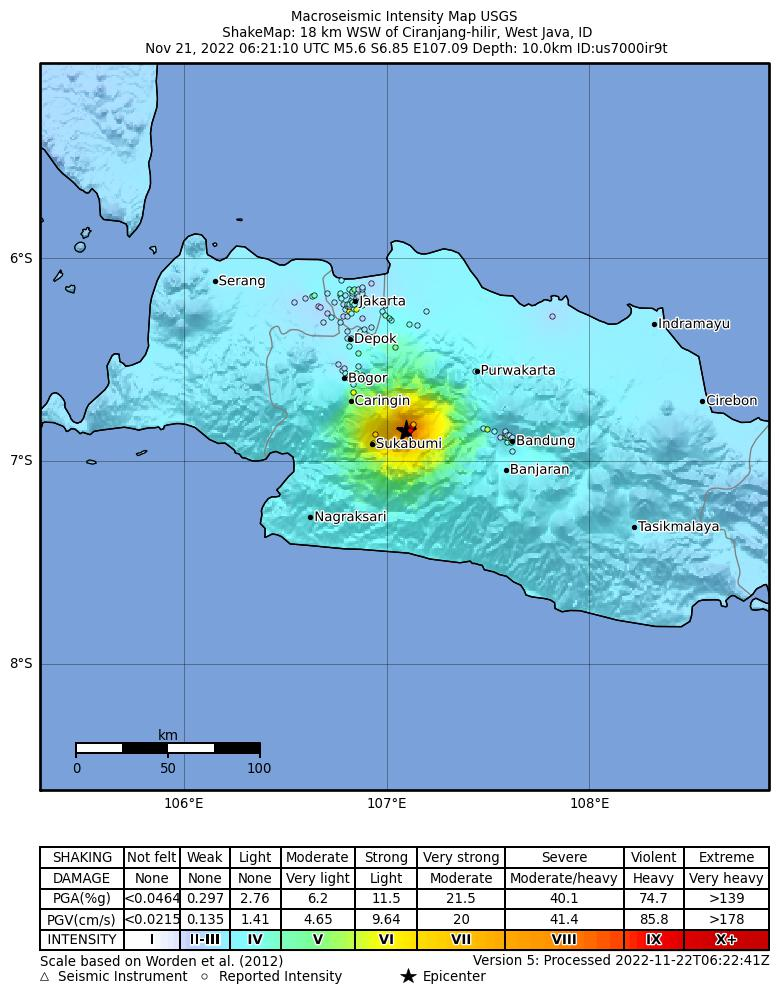
Um mapa do movimento forte do solo simulado mostrando a intensidade do tremor

De acordo com a Agência Meteorológica, Climatológica e Geofísica da Indonésia (BMKG), o sismo ocorreu a 11 km de profundidade, classificando-o como um evento raso. Possuía um mecanismo focal transcorrente, que está associado à atividade sísmica na falha de Cimandiri ou na falha de Padalarang, embora a fonte exata seja indeterminada. A falha de Cimandiri tem 100 km de extensão e corre ao longo do rio de mesmo nome. Estende-se da Baía de Palabuhanratu até a Regência de Cianjur. É uma falha transcorrente com um pequeno componente vertical ao longo da seção da Baía de Palabuhanratu ao sudeste de Sukabumi. Juntamente com as falhas de Lembang e Baribis, essas estruturas podem gerar sismos prejudiciais.
O sismo também pode ter sido produzido ao longo de outra falha. Um professor de geologia de engenharia da Universidade Padjadjaran disse que a localização do epicentro, a 10 km do traço da Falha Cimandiri, torna improvável que seja a fonte. A possível falha de origem foi enterrada sob depósitos vulcânicos do Monte Gede.
Uma intensidade V–VI, de acordo com a Escala Mercalli Modificada, foi sentida em Cianjur, enquanto em Garut e Sukabumi foi de IV–V. Em Cimahi, Lembang, Bandungue, Cikalong Wetan, Rangkasbitung, Bogor e Bayah, a intensidade foi de III. Uma intensidade II-III foi sentida nas áreas de Rancaekek, Tangerang do Sul, Jacarta e Depok. Até 25 de novembro, às 06h no horário local, 236 réplicas foram registradas com magnitudes entre 1,2 e 4,2 – algumas puderam ser sentidas pelos moradores.
O Serviço Geológico dos Estados Unidos disse que o sismo ocorreu como resultado de uma falha de deslizamento dentro da crosta da Placa de Sonda. Mecanismos focais indicam que a ruptura ocorreu tanto em uma falha transcorrente lateral direita com direção norte, quanto em uma falha transcorrente lateral esquerda com direção leste e mergulho acentuado. Sua localização é de 260 km a nordeste da zona de subducção.
Sismos têm sido registrados em Cianjur desde 1844. Em 1910, 1912, 1958, 1982 e 2000, sismos causaram diversos danos e mortes na área. Cianjur também foi afetada por um sismo em 1879 que ceifou vidas. Sismos rasos no interior de Java são raros, mas mortais. Em 1924, perto de Wonosobo, cerca de 800 pessoas morreram em dois sismos. Quatro outros sismos no século XX causaram entre 10 e 100 mortes. O sismo de Yogyakarta em 2006 também foi um sismo de crosta rasa, que resultou na morte de 5 749 pessoas.

## Danos e impactos

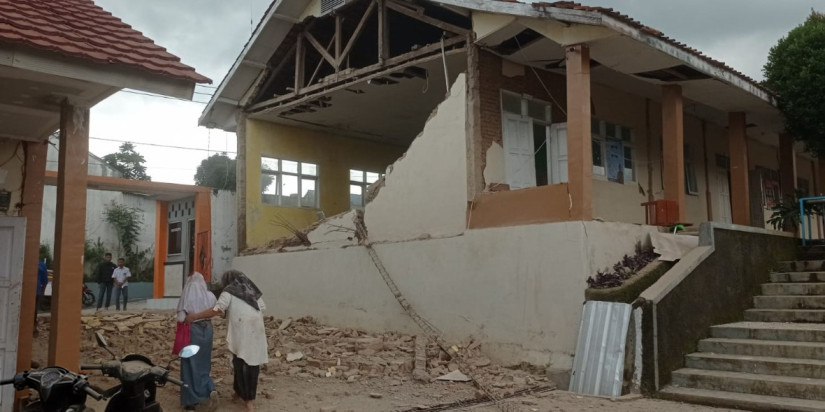
Um edifício na cidade de Cianjur com danos na fachada

Apesar do tamanho moderado do sismo, sua profundidade rasa causou fortes tremores e réplicas. Sismos desse tamanho são geralmente associados a danos leves, mas a profundidade rasa e a má construção contribuíram para a destruição. A Agência Nacional de Contramedidas de Desastres (BNPB) disse que a extensão dos danos a residências e edifícios ainda está sendo avaliada, mas descreveu o dano como "enorme". Os danos ocorreram em 12 dos 32 distritos da regência de Cianjur – o distrito de Cugenang foi o mais afetado.

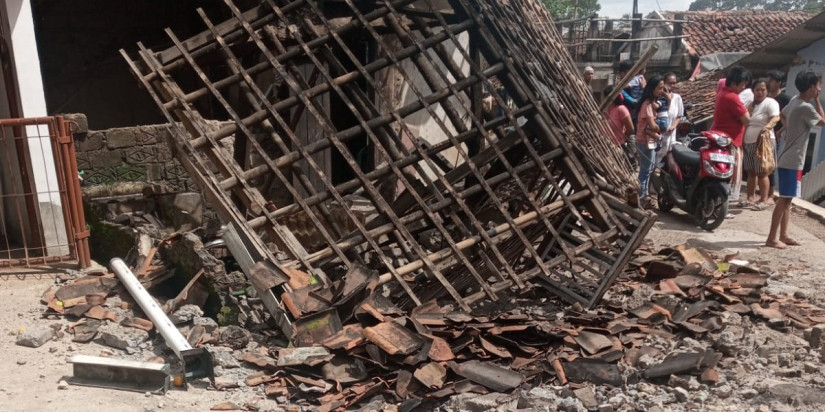
Um edifício danificado na cidade de Cianjur

Pelo menos 62 628 casas foram danificadas, incluindo 27 434 que foram fortemente danificadas. Pelo menos 13 070 e 22 124 casas tiveram danos moderados e leves, respectivamente. Pelo menos 363 escolas, 144 prédios religiosos, 13 escritórios e três unidades de saúde também foram danificados. Um centro comercial desabou. Dois prédios de escritórios do governo, três escolas, um hospital, uma instalação religiosa e um internato islâmico foram danificados. O Ministério de Assuntos Religiosos afirmou que 21 mesquitas foram danificadas.
Deslizamentos de terra interromperam estradas. Um deslizamento de terra ao longo da estrada nacional Puncak-Cipanas-Cianjur forçou um desvio de tráfego. Árvores derrubadas, postes de energia arrancados e cabos de energia caídos também ocorreram ao longo das estradas. O Ministério de Energia e Recursos Minerais disse que dois deslizamentos de terra ocorreram no distrito de Cugenang. Um media 44 m e 16 m de altura, enquanto o último media 162 m e 45 m de altura. Um vilarejo em Cugenang com oito casas foi completamente soterrado por um deslizamento de terra.
A falta de energia afetou mais de 366 000 residências, das quais 89% já tinham sido restauradas até 22 de novembro. Pelo menos 681 casas, seis escolas e 10 edifícios religiosos sofreram danos na Regência de Sukabumi. Nenhuma morte foi registrada, mas 11 pessoas ficaram feridas e 58 famílias foram desalojadas. No subdistrito de Caringin, Regência de Lebak, duas escolas e 89 casas foram danificadas e uma pessoa ficou ferida. Setenta e oito casas, uma madraça e um internato islâmico foram danificados na Regência de Bogor.
O sismo foi fortemente sentido em Jacarta, capital da Indonésia, levando as pessoas que moravam em prédios altos a fugir das suas casas e sair às ruas. Prédios altos balançaram e foram evacuados. Rachaduras apareceram em um prédio de apartamentos em Ancol, no norte de Jacarta.

## Vítimas
Inicialmente, em 22 de novembro, o número oficial de mortos era de 62. Mais tarde, foi relatado erroneamente como 162 pelo governador de Java Ocidental, Ridwan Kamil, após combinar relatos orais não verificados de 100 mortes com o número oficial anterior. Apesar disso, o número de vítimas provavelmente aumentaria, pois as vítimas ainda estavam enterradas sob os escombros da construção e uma área foi obstruída por um deslizamento de terra. No total, pelo menos 334 pessoas morreram de acordo com a BNPB, sendo que 165 corpos foram identificados com sucesso. A maioria das mortes foi causada pelo colapso de edifícios. A maioria eram alunos de várias escolas que morreram após serem atingidos por escombros. A BNPB revelou mais que um terço dos mortos eram crianças. Em Cikancana, um vilarejo no distrito de Gekbrong, seis estudantes morreram devido a ferimentos na cabeça. Os corpos de 10 pessoas foram encontrados sob um deslizamento de terra no distrito de Cugenang.
Pelo menos 7 729 pessoas ficaram feridas – 595 em estado grave. Pelo menos 8 pessoas ainda estão desaparecidas, possivelmente enterradas sob estruturas desmoronadas. Todos os desaparecidos eram da vila de Cijedil ou perto dela quando o sismo ocorreu. Dezenas de estudantes ficaram feridos pela queda de detritos em suas escolas. Os feridos foram levados para os quatro hospitais ao redor de Cianjur. Devido ao grande número de feridos que chegam ao Hospital Cianjur, um hospital de campanha foi construído no estacionamento. No Hospital Cimacan, 237 pessoas receberam tratamento – 150 tiveram alta e outras 13 morreram. Outras 73 874 pessoas foram deslocadas, e buscaram refúgio em 325 locais de evacuação.

### Busca e resgate

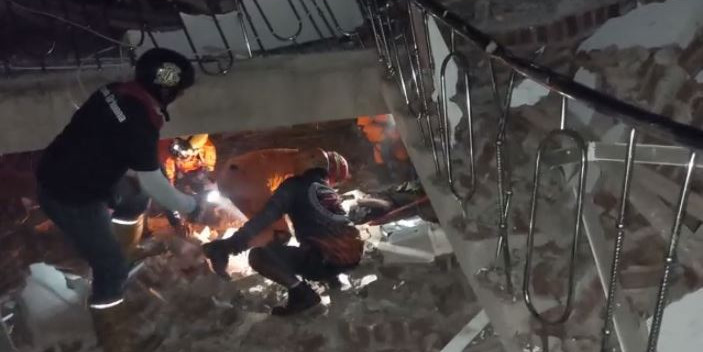
Equipes de busca e resgate em busca de sobreviventes em uma estrutura desmoronada

Cerca de 6 000 socorristas foram mobilizados. A Associação Médica da Indonésia mobilizou 200 médicos, enquanto a Agência Nacional de Busca e Resgate mobilizou pessoal e equipamentos para cinco áreas afetadas. Equipes de busca e resgate foram mobilizadas para localizar os desaparecidos. Helicópteros realizaram levantamentos aéreos e evacuaram as pessoas.
Cerca de 796 pessoas foram distribuídas em 12 distritos para procurar pessoas desaparecidas. O governador de Java Ocidental, Ridwan Kamil, pediu que a equipe de resposta rápida de Jabar respondesse. A equipe chegou nas áreas de Cugenang, Warung Kondang e Pacet Cipanas da Regência de Cianjur. As fortes chuvas e o risco de deslizamentos de terra atrasaram os trabalhos de busca e resgate. As réplicas também aumentaram o potencial de deslizamentos de terra. Em 23 de novembro, as equipes de resgate foram a Cugenang, onde um vilarejo foi soterrado por um deslizamento de terra. Um menino de seis anos foi resgatado com vida depois de ficar preso sob sua casa desabada por dois dias.
Em 24 de novembro, mais de 1 000 equipes de resgate usaram cães de resgate, equipamentos pesados e suas próprias mãos para acelerar a busca pelos desaparecidos. O governo da Regência de Cianjur estabeleceu um esforço de resposta que continuaria até 30 de dezembro de 2022. A chuva e os deslizamentos de terra continuaram atrapalhando as buscas pelas pessoas desaparecidas. A BNPB disse que equipamentos pesados seriam implantados na vila, mas seu uso poderia colocar em risco possíveis sobreviventes e as condições das estradas ainda eram desfavoráveis. A busca pelos desaparecidos continuou em 25 de novembro – 472 funcionários e dois cães de resgate participaram do esforço no distrito de Cugenang. Sete corpos foram descobertos em um deslizamento de terra no mesmo distrito naquele dia. Em 26 de novembro, oito corpos adicionais foram encontrados.
A busca por pessoas desaparecidas estava programada para terminar em 30 de novembro, mas foi estendida para 3 de dezembro depois que mais relatos de pessoas desaparecidas chegaram.

## Consequências

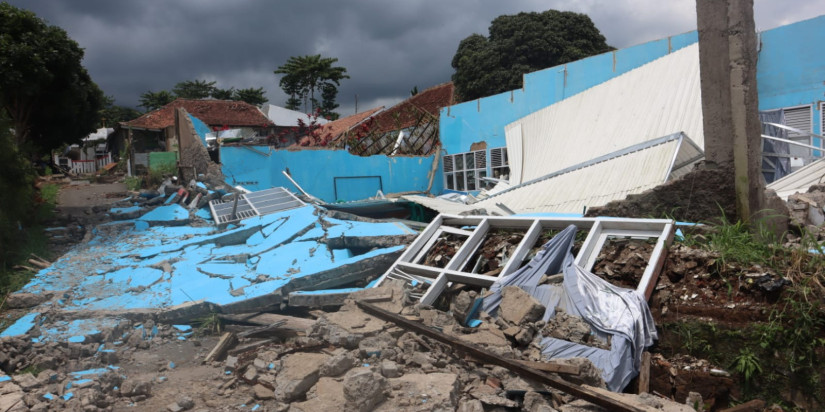
Edifício desmoronado na cidade de Cianjur como consequência do sismo

Os sobreviventes em Cianjur construíram tendas improvisadas em espaços abertos ou em seus quintais. Em 22 de novembro, um sobrevivente disse que ainda era autossuficiente porque nenhuma assistência foi prestada. Por medo de réplicas, os moradores não voltaram para suas casas. No vilarejo de Pamoyanan, distrito de Cianjur, 150 moradores passaram a noite sob um pavilhão. Outros dormiam à beira das estradas ou sob as coberturas das lojas. A comida ainda não estava disponível na manhã de 22 de novembro.
De acordo com a BNPB, as casas danificadas seriam reconstruídas com resistência a sismos. O Ministério das Obras Públicas e Habitação mobilizou pessoal e equipamento pesado para remover árvores e escombros de deslizamentos de terra nas estradas. A eletricidade foi cortada no distrito de Cianjur. Os trabalhadores da Perusahaan Listrik Negara foram mobilizados para restaurar a energia de 366 675 clientes depois que o sismo afetou 1 957 subestações. Na manhã de 22 de novembro, 1 802 subestações estavam funcionando e a eletricidade tinha sido restabelecida em 89% da área.
Em 29 de novembro, as autoridades da regência de Cianjur relataram 2 000 casos de infecção respiratória aguda, hipertensão e diarreia entre os deslocados.

### Reconstrução
O governo indonésio alocou 50 milhões de rupias para a reconstrução de casas resistentes a sismos. Casas que foram moderadamente ou levemente danificadas seriam reparadas por meio de fundo de assistência de 10 milhões de rupias. Os trabalhos de reconstrução e reparação estão previstos para serem realizados pelo Ministério das Obras Públicas e Habitação Pública. Embora nem todos os deslocados tenham casas severamente danificadas, muitos fugiram devido às réplicas. Em 25 de novembro, estava em andamento a coleta de dados sobre o número de casas danificadas. Os preparativos para a reconstrução começaram nesse mesmo dia – os residentes foram evacuados e a busca por pessoas desaparecidas continuou. A reconstrução seria financiada pelos ministérios do governo e pelo governo provincial. Uma zona de 2 hectares na vila de Sirnagalih, distrito de Cilaku, foi alocada para a construção de 200 casas para reassentar residentes deslocados. Muhadjir Effendy, Ministro Coordenador para Desenvolvimento Humano e Assuntos Culturais, disse que 8 341 casas danificadas seriam reparadas na primeira fase da reconstrução.

## Reações

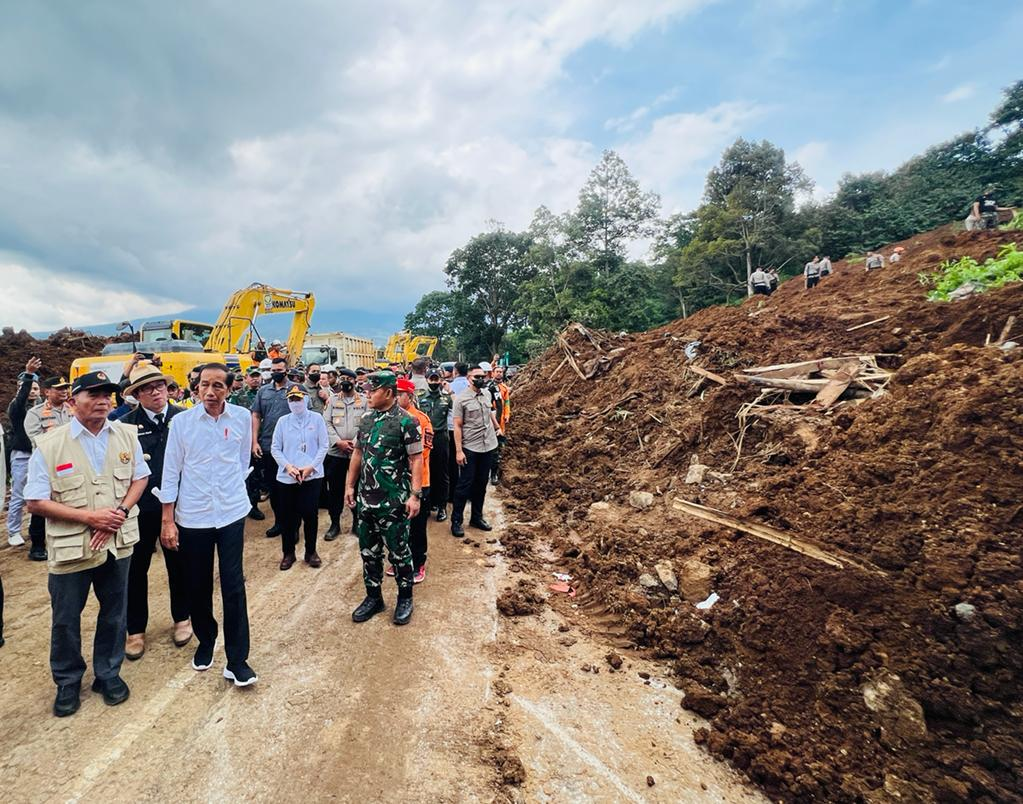
O presidente Joko Widodo visita um deslizamento de terra causado pelo sismo

O presidente Joko Widodo instruiu o ministro de obras públicas e habitação, Basuki Hadimuljono, a avaliar os danos. Basuki chegou à regência de Cianjur em 21 de novembro às 21h45, horário local. Segundo o presidente Widodo, os residentes cujas casas foram gravemente e moderadamente danificadas receberão 50 milhões e 25 milhões de rupias em forma de assistência, respectivamente. Dez milhões de rupias seriam doadas para casas com danos leves. A BMKG instou os moradores a ficarem atentos a possíveis inundações repentinas e chuvas devido a encostas instáveis. O chefe da agência, Dwikorita Karnawati, disse que após o sismo, materiais em encostas instáveis podem ser arrastados, provocando inundações e deslizamentos de terra. Os moradores também foram orientados a não visitar encostas e margens de rios devido ao risco de enchentes.
Em 22 de novembro, o Ministério dos Assuntos Sociais montou 1 000 grandes tendas nos sete distritos afetados. Alimentos prontos para consumo e uma cozinha pública também foram fornecidos. Trinta e cinco funcionários, incluindo cinco profissionais de saúde da Base Aérea de Husein Sastranegara, visitaram a área afetada. A base também fornecia alimentos, remédios, utensílios de cozinha e logística. Mais de 1 000 soldados de unidades próximas foram enviados para a área.
Em Singapura, trabalhadores domésticos indonésios e grupos locais ajudaram a arrecadar fundos e apoiaram a ajuda. A Cruz Vermelha de Singapura prometeu 50 000 de dólares em assistência para necessidades urgentes, incluindo comida, abrigo e primeiros socorros. O Governo de Singapura também doou 100 000 de dólares para a Cruz Vermelha. O governo sul-coreano forneceu 500 000 de dólares.
A empresa de petróleo e gás Pertamina forneceu 12 toneladas de arroz para cozinhas públicas. Foram fornecidos óleo de cozinha, macarrão instantâneo, ovos, biscoitos e água. A empresa também forneceu outros itens de primeira necessidade, como produtos de higiene pessoal, lonas, colchões e cobertores. Um funcionário disse que a empresa continuaria a fornecer itens até o suficiente. O Ministério da Educação, Cultura, Pesquisa e Tecnologia forneceu tendas e materiais educativos para os sobreviventes. O governador de Sumatra Ocidental, Mahyeldi Ansharullah, doou 1,3 toneladas de rendang embalado para as comunidades afetadas. O Ministério da Agricultura distribuiu alimentos no valor de 2,69 bilhões de rupias. Devido a deslizamentos de terra bloqueando estradas e cortando o acesso rodoviário a algumas aldeias, helicópteros foram despachados para levar comida e água.
O Hajj Financial Management cuidou de suprimentos básicos de alimentos, tendas, itens de saneamento, cozinhas públicas e necessidades infantis no valor de 2,2 bilhões de rupias. O governo da regência de Karimun e o governador de Riau, Syamsuar, forneceram 269 milhões de rupias e 533 milhões de rupias, respectivamente, para ajudar os afetados.